# Verband der Teilnehmergemeinschaften Baden-Württemberg
Der Verband der Teilnehmergemeinschaften Baden-Württemberg (VTG) entstand gemäß §26a des Flurbereinigungsgesetzes (FlurbG) in der Fassung vom 16. März 1976 am 23. Juni 1994 durch den freiwilligen Zusammenschluss von damals 199 Teilnehmergemeinschaften der Flurbereinigung aus Baden-Württemberg. Heute (Januar 2017) hat der VTG rund 360 Mitglieder. Der VTG ist eine Körperschaft des öffentlichen Rechts.

## Aufgaben
Der Verband der Teilnehmergemeinschaften Baden-Württemberg dient der gemeinsamen Durchführung von Aufgaben, die seinen Mitgliedern (den Teilnehmergemeinschaften) nach §18 FlurbG obliegen. Nach § 26 a FlurbG können Verbände der Teilnehmergemeinschaften gebildet werden, damit die komplexen Aufgaben schnell und kostengünstig umgesetzt werden können. So führt der VTG das Kassen- und Rechnungswesen für die dem Verband beigetretenen Teilnehmergemeinschaften und übernimmt die Beratung, Planung, Ausschreibung, Bauleitung und Abrechnung für deren Baustellen. Er bereitet die Erhebung von Kostenbeiträgen vor, stellt gemeinschaftliche Anlagen her und unterhält diese. Er unterstützt seine Mitglieder bei der Finanzierung ihrer Aufgaben, beispielsweise durch das Aufnehmen von Bankdarlehen. Auch für ausgeschiedene Mitglieder kann der VTG gegen Erstattung der Kosten weiterhin eine beratende und unterstützende Funktion bei der Unterhaltung der gemeinschaftlichen Anlagen einnehmen. Der Erfahrungsaustausch und die Fortbildung seiner Mitglieder wird vom VTG gezielt gefördert. Letztlich vertritt der VTG die gemeinschaftlichen Interessen der Teilnehmergemeinschaften, unter anderem auch in Beiräten und Ausschüssen.